# Kerk San Marco dei Sabariani

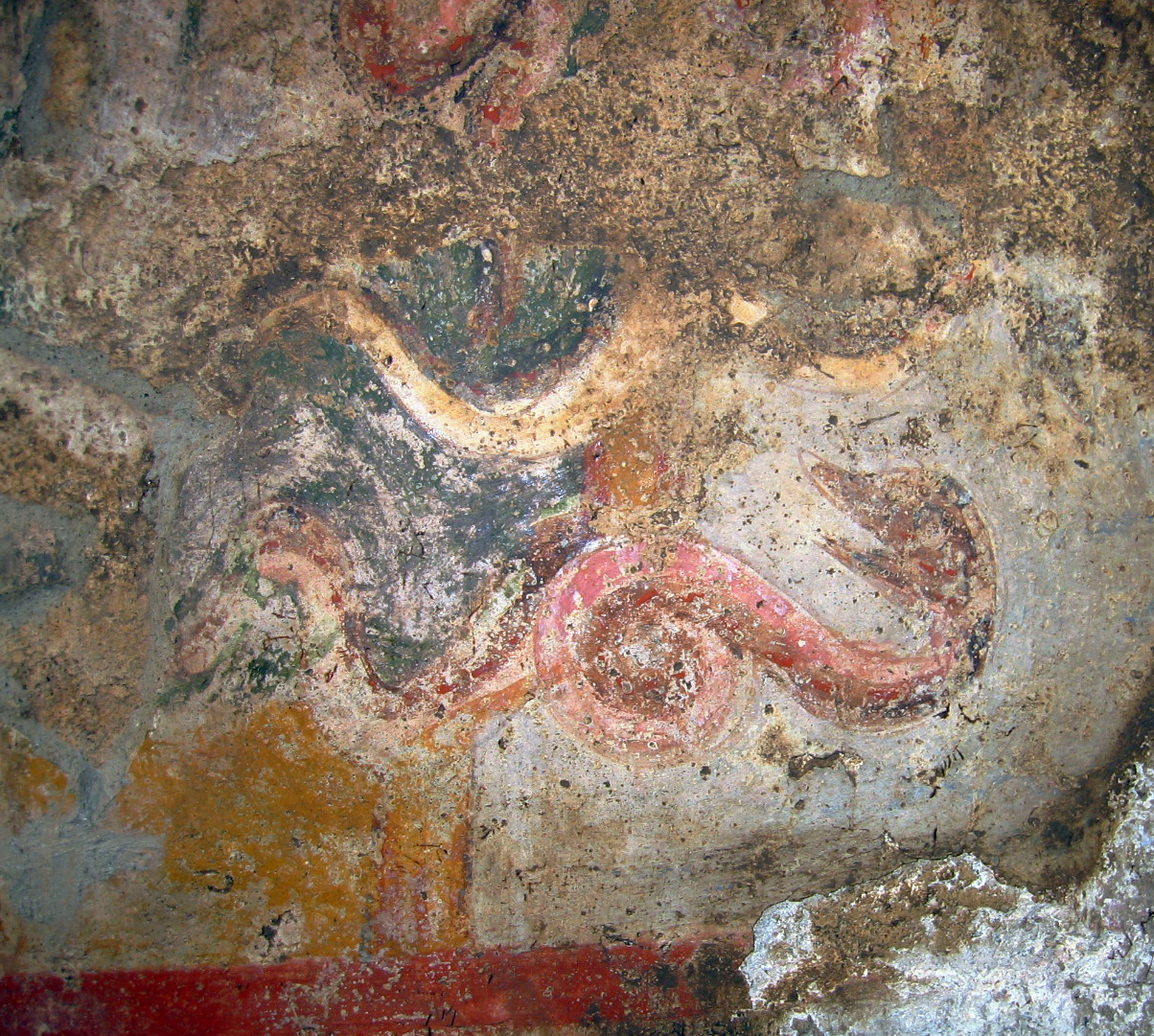
Zeeserpent, detail van Wonderbare visvangst (fresco 8e eeuw)

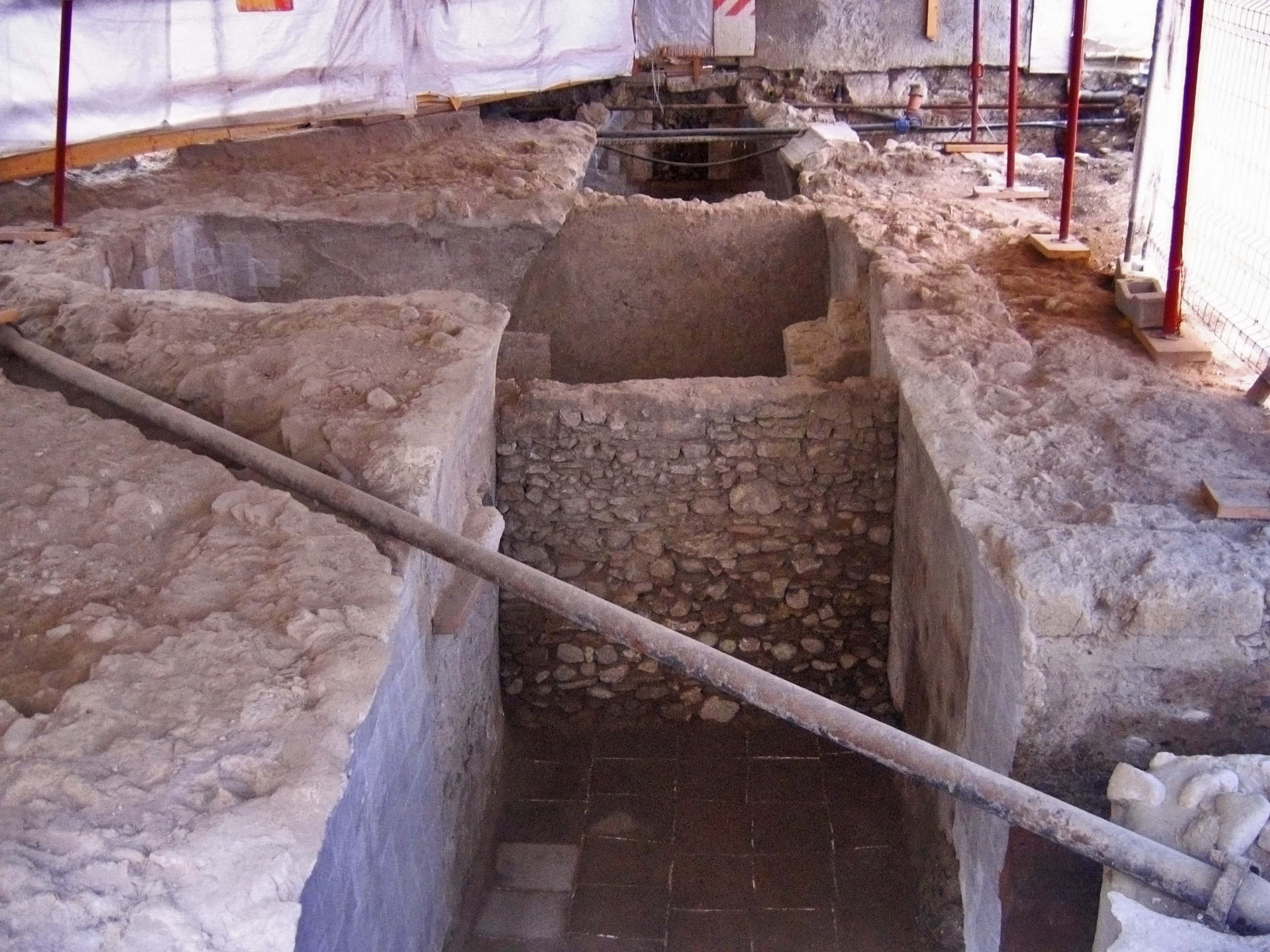
Opengelegde crypte, wat rest van de San Marco dei Sabariani

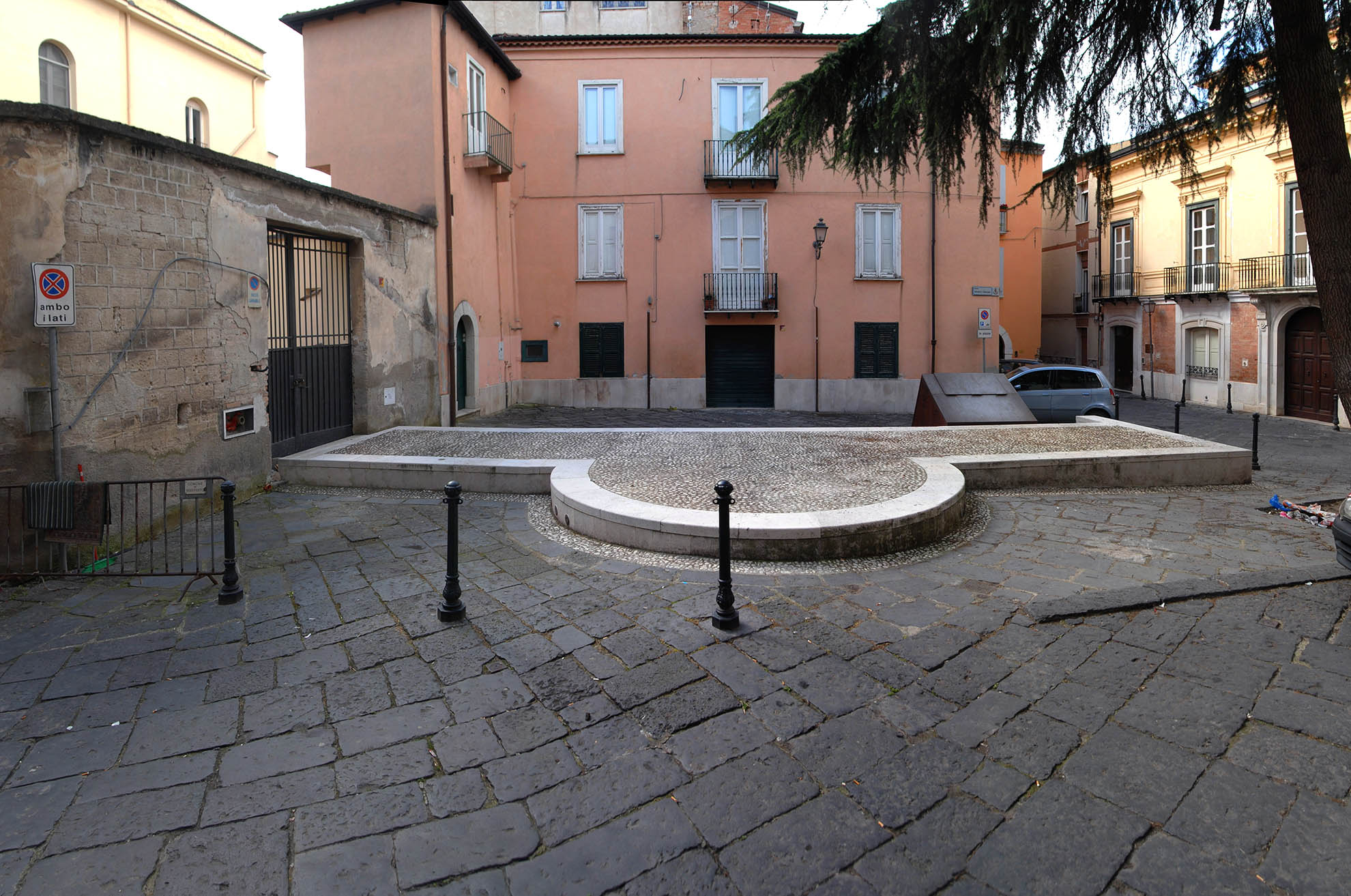
Dichtgegooide crypte aan de Piazza Sabariani. Rechts voormalig paleis der Sabariani. Links voormalig Karmelietenklooster. Benevento, Italië

De kerk San Marco dei Sabariani was een parochiekerk in Benevento, een stad in de Zuid-Italiaanse regio Campanië. De oudste bouw gaat terug tot de 8e eeuw toen de Longobarden grote delen van Italië bestuurden. 
De kerk San Marco dei Sabariani is ingestort door de aardbeving van 1688. Er blijft enkel de crypte over. De crypte bevindt zich ondergronds onder de Piazza Sabariani. De crypte bevat fresco’s uit de Longobardische periode. 

## Naam
- San Marco. Reeds in de vroege middeleeuwen was de kerk toegewijd aan de heilige Marcus bijgenaamd de Belijder. Marcus was bisschop van Aeca in de 3e-4e eeuw.[1]
- Sabariani. Vanaf de 13e eeuw nam de adellijke familie Sabariani de bescherming op zich van de kerk San Marco. Hun paleis stond naast de kerk, aan de Piazza Sabariani.

## Historiek
De oudste sporen van de San Marco dei Sabariani gaan terug tot de 8e eeuw. De relieken van San Marco, bisschop en heilige, werden er vereerd al sinds de vroegste middeleeuwen. In de crypte van de kerk werden tijdens 8e en 9e eeuw, tijdens het Longobardische bestuur in het hertogdom Benevento, fresco’s aangebracht. Kunsthistorici zien aanwijzingen dat de Longobarden inspiratie opdeden bij Byzantijnse kunstenaars. Vanaf de 11e eeuw is er sprake van een parochiekerk, een van de parochiekerken van Benevento. 
Eind 13e eeuw werd de familie Sabariani beschermheer van de parochiekerk. De familie Sabariani was afkomstig uit de Languedoc, meer bepaald het dorp Sabran. Deze edellieden waren geëmigreerd naar Benevento ten tijde van het bestuur van Karel van Anjou. De naam Sabariani werd toegevoegd aan de naam van de parochie. Zij hadden het recht om leden van hun familie te begraven in de kerk. Later werden de Sabariani graaf van Ariano Irpino. Hun paleis verrees naast de San Marco dei Sabariani. De Sabariani besteedden kolossale sommen om de kerk in de loop der eeuwen te restaureren en te verfraaien met kunstwerken.
In april 1688 voerde aartsbisschop Vincenzo Maria Orsini, aartsbisschop van Benevento en later paus Benedictus XIII, een hervorming uit van de parochies in Benevento. De San Marco dei Sabariani mocht blijven als een van de acht parochies van de stad.
Datzelfde jaar, in juni 1688, stortte de San Marco dei Sabariani volledig in door een zware aardbeving. De hele stad was getroffen. De familie Sabariani werd verplicht de kerk te heropbouwen, doch dit deden ze niet. Ze bouwden wel de kapel in hun paleis uit. Op de plek van de San Marco dei Sabariani bouwde de familie Ascolese ondertussen huizen; deze huizen stortten in met de aardbeving van 1702. Later werd de nabij gelegen kerk Santa Teresa van het klooster der Geschoeide Karmelieten gebruikt als parochiekerk. Meer bepaald in het jaar 1900 besliste kardinaal-aartsbisschop Donato Mario Dell’Olio dat de voormalige kloosterkerk de nieuwe parochiekerk werd. De naam van de parochie werd San Marco dei Sabariani in Santa Teresa. Deze kerk werd gesloten wegens bouwvalligheid na de aardbevingen van 1962 en 1980. In 1980 werd een 18e eeuw schilderij uit deze kerk geroofd, een schilderij van de Napolitaanse schilder Fedele Fischetti.
In 2007 werd het pleintje opengelegd. Archeologen legden de crypte vrij. Gedurende vier jaren deden zij hun onderzoek onder een grote tent. Twee redelijk goed bewaarde fresco zijn de Wonderbare visvangst en de Ontslapenis van de Moeder Gods. Ondanks het aanvankelijk enthousiasme werd de crypte dichtgemaakt en het pleintje heraangelegd. Er wordt gezocht naar fondsen om de Longobardische fresco’s te herstellen bij de provincies Benevento en Caserta. In Benevento zijn er nog andere Longobardische fresco’s te vinden: deze in de Santa Sofiakerk en in de pseudocrypte van de kathedraal. 